# Шольци
Шольци (нім. Scholtz, пол. Szolcowie) — міщанський рід (іноді — клан) у Львові, який походив із Сілезії. Владислав Лозінський припускав, що наприкінці 16 ст. вже ополячилися.

## Особи

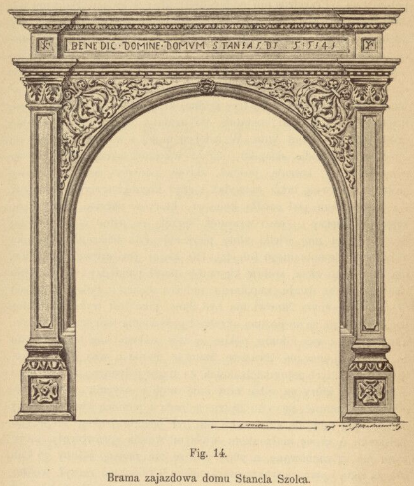
В'їзна брама дому Штанцля Шольца

- Вольф (Вольфганг) — львівський купець та бургомістр (XVI ст.), якого вважають засновником роду і його гілки — Шольц-Вольфовичів (або просто Вольфовичів[2]). Мав 12 синів і 12 дочок від однієї дружини Беати — доньки львівського патриція Газа (правдоподібно, Мельхіора).
- Якуб та Йоган — брати Вольфа.
- Штанцель — засновник «Шольцівської гілки роду» (Шольців-Штанцльовичів, або просто Штанцльовичів[2])[3]
- Каспер — доктор, швагро Шимона Шимоновича (перший його шлюб), подібно,[4] чоловік Зузанни, доньки Мартина Кампіана,[5] мав гарну бібліотеку
- Ганус (Гануш) — брат Вольфа, осів через 2 роки після брата[1]
- Якуб (пом. 1612)[6]
- Якуб (пом. бл. 1643) — доктор права, кавалер золотого острога[4]
- Якуб — бурмістр у 1637[7]
- Катаріна, чоловік — Мартин Никанор Анчевський
- Катаріна (Вольфович) — мати Яна Альнпека[8]
- Ян (Януш, Ганус?) 1547?
- Мельхіор[9]
- Ян (пом. 1653, Вольфович) — доктор філософії[1]

### Шольц-Вольфовичі (Вольфовичі)
- Йозеф, він і брати у 1595 році отримали шляхетство від цісаря Рудольфа ІІ[10]
  - Катаріна (Катажина) — дружина Войцеха Домагалича[10]
- Ян — райця Львова, фундатор «вівтаря Шольц-Вольфовичів», зроблений близько 1595 року для Латинського собору Львова (нині — у лівій наві Покровської церкви),[11] виконаний скульптором Яном Зарембою (польський дослідник Збіґнєв Горнунґ припускав авторство Андреаса Бемера[11]).
- Ян — заповіт 25 червня 1605[1]
  - Ян
  - Дорота, дружина венеціанського консула Антоніо Массарі
  - Катажина
  - Сабіна
  - Анна
  - Марта, Джанні (Ян) Массарі[12]

## Цікаво, що
Ян Порохницький мав конфлікт з деякими львівськими райцями (зокрема, Март. Кампіаном, Еразмом Сикстом, Вольфовичем, Якубом Шольцом) стосовно маєтку Сигнівок, а потім відлучив їх від церкви. Оголошуючи це рішення з амвона львівської катедри, викликав протест парафіян, які силоміць стягнули його звідти. Тоді архієпископ відлучив ще й львів'ян і наказав замкнути костели міста, внаслідок чого львів'яни-католики почали відвідувати богослужіння в українських (православних) храмах. Зрозумівши, що не варто надалі продовжувати конфлікт, скасував свої попередні вироки.
На вул. Коперника, біля тротуару, на схилі монастирського пагорба біля костелу та шпиталю святого Лазаря, є напівкругла, викладена цеглою ніша. У ній до середини 1950-х років діяв колодязь (нині ванна колодязя слугує квітником). Нішу прикрашають два кам'яні леви з гербами родин патриціїв Шольц-Вольфовичів та Кампіанів (скульптор Бернард Дікембош), які свого часу прикрашали стару львівську ратушу.
Існувала оздоблена візерунком родова каплиця-гробівець з тесаного каменю біля стіни латинської катедри Львова.
Ян-Амор Тарновський через свого агента Йоба Братфуша (Претфуса) купив у львівських міщан Вольфа та Януша Шольців, Георга Ґансборна «pro sua necessitate» 21 віз «січної» зброї, 17 возів «залізива», 115 штук вогнепальної зброї, аркебузу, ручні мушкети